# Meyrem Almaci
Meyrem Almaci (ur. 25 lutego 1976 w Sint-Niklaas) – belgijska i flamandzka polityk pochodzenia tureckiego, przewodnicząca partii Groen (2014–2022), posłanka do Izby Reprezentantów.

## Życiorys
Urodziła się w wielodzietnej rodzinie Turków, pochodzących z miejscowości Kozluçay w okolicy Isparty. Ukończyła studia z zakresu kulturoznawstwa na Uniwersytecie Gandawskim. Od 2002 była pracownikiem naukowym na Vrije Universiteit Brussel, później również na Katholieke Universiteit Leuven.
Przystąpiła do flamandzkich zielonych (partii Agalev, od 2003 pod nazwą Groen!, od 2012 jako Groen). W latach 2000–2006 była radną w Sint-Gillis-Waas. W 2007 zasiadała w radzie Berchem w aglomeracji Antwerpii. W latach 2005–2007 pełniła funkcję rzeczniczki organizacji młodzieżowej swojego ugrupowania. W 2007 po raz pierwszy została wybrana do federalnej Izby Reprezentantów. Z powodzeniem ubiegała się o reelekcję w wyborach w 2010 i 2014. W niższe izbie parlamentu zajmowała m.in. stanowisko przewodniczącej frakcji Ecolo-Groen.
W 2012 uzyskała dodatkowo mandat radnej Antwerpii, który wykonywała do 2015. W 2014 została wybrana na przewodniczącą partii Groen kierowała nią do 2022. W 2019 została wybrana na posłankę do Parlamentu Flamandzkiego. W 2024 uzyskała ponownie mandat deputowanej do Izby Reprezentantów.
Odznaczona Orderem Leopolda V klasy.